# Cratichneumon flavomaculatus
Cratichneumon flavomaculatus är en stekelart som först beskrevs av Cameron 1905.  Cratichneumon flavomaculatus ingår i släktet Cratichneumon och familjen brokparasitsteklar. Inga underarter finns listade i Catalogue of Life.